# یواس‌اس تگالتین (ای‌پی‌ای-۱۶۹)
یواس‌اس تگالتین (ای‌پی‌ای-۱۶۹) (به انگلیسی: USS Gallatin (APA-169)) یک کشتی بود که طول آن ۴۵۵ فوت ۰ اینچ (۱۳۸٫۶۸ متر) بود. این کشتی در سال ۱۹۴۴ ساخته شد.